# Elizabeth Yu
Elizabeth Yu (Mystic Island, Nueva Jersey, 6 de octubre de 2002) es una actriz estadounidense. Aparece como Azula en Avatar: The Last Airbender, una adaptación de acción real de la serie animada del mismo nombre. 

## Carrera profesional
En diciembre de 2021, Yu fue elegida para interpretar a Azula, la princesa de la Nación del Fuego, en Avatar: La Leyenda de Aang. Yu posee ascendencia china.
El primer crédito de Yu fue en la película de 2022 Somewhere in Queens. Yu también interpretó a la estudiante universitaria Ruby en Year One, una película sobre la mayoría de edad dirigida por Lauren Loesberg. 
En enero de 2023, Yu formó parte del reparto de May December, una comedia negra dirigida por Todd Haynes. En marzo, fue elegida para interpretar a la joven Maggie en un piloto dramático de la NBC creado por Jenna Bans y Bill Krebs.  Su personaje es una "gran empollona de libros de misterio y asesinatos" que acaba siendo asesinada.

## Filmografía

### Cine
| Año  | Título              | Papel             | Notas                      |
| ---- | ------------------- | ----------------- | -------------------------- |
| 2022 | Somewhere in Queens | Amy               | Elenco principal, película |
| 2022 | One Year            | Ruby              |                            |
| 2023 | May December        | Mary Atherton-Yoo | Elenco principal película  |

### Televisión
| Año           | Título                     | Papel          | Notas                                  |
| ------------- | -------------------------- | -------------- | -------------------------------------- |
| 2024-presente | Avatar: La Leyenda de Aang | Princesa Azula | Elenco recurrente, serie de TV Netflix |
| TBA           | Murder by The Book         | Maggie         | En posproducción                       |